# Cernița
Cernița (ros. Черница) – wieś w Mołdawii (Naddniestrzu), w rejonie Grigoriopol, w gminie Mălăiești. W 2004 roku liczyła 121 mieszkańców.

## Położenie
Miejscowość znajduje się na lewym brzegu Dniestru, pod faktyczną administracją Naddniestrza, w odległości 31 km od Grigoriopola i 75 km od Kiszyniowa.

## Historia
Wieś została po raz pierwszy wspomniana w 1789 roku. W 1795 roku miejscowość liczyła 345 mieszkańców. W XIX wieku w miejscowości otwarto kościół oraz szkołę parafialną. W okresie sowieckim w miejscowości znajdował się kołchoz. Obecnie jest to niewielka osada, której liczba mieszkańców stale maleje.

## Demografia
Według danych spisu powszechnego w Naddniestrzu w 2004 roku wieś liczyła 121 mieszkańców, z czego większość, 64 osoby, stanowili Ukraińcy.